# Ulla Wester
Ulla Margareta Wester, gift 1977–1997 Rudin, senare Wester Qvick, född 24 februari 1953 i Osby, är en svensk politiker (socialdemokrat), som var riksdagsledamot 1994–2006 för Skåne läns norra och östra valkrets.
Hon är socialsekreterare.